# Enicospilus olor
Enicospilus olor là một loài tò vò trong họ Ichneumonidae.